# Seeschlacht von Lissa (1811)
Die Seeschlacht bei Lissa, auch bekannt als die Schlacht von Vis, war ein Seegefecht während der Koalitionskriege zwischen einem britischen und französischen Geschwader von Fregatten, das am 13. März 1811 stattfand.

## Hintergrund
Nachdem Großbritannien sich mit dem Sieg bei Trafalgar die Kontrolle über das Mittelmeer gesichert hatte, sorgte die Royal Navy mit ihren regelmäßigen Kaperfahrten von ihrer Basis in Lissa für eine massive Störung der französischen Pläne. Durch die Bestimmungen des Friedens von Tilsit hatte Napoleon Illyrien erhalten, das über eine 320 km lange Grenze zum Osmanischen Reich verfügte. Um Konstantinopel einnehmen und seine Armee versorgen zu können, musste er die Adria offen halten. Daher startete die französische Regierung ein umfangreiches Schiffbauprogramm in italienischen Hafenstädten und entsandte eigene Fregatten zum Schutz dieser Schiffe. Die französisch-italienischen Streitkräfte unter dem Kommando von Kommodore Bernard Dubourdieu waren nicht in der Lage, die kleineren britischen Streitkräfte unter William Hoste in einem Gefecht zu stellen, bei der sich Dubourdieus zahlenmäßige Überlegenheit als entscheidend erweisen konnte. Stattdessen lieferten sich die britischen und französischen Fregattengeschwader im Laufe des Jahres 1810 eine Reihe von Angriffen und Gegenangriffen. Anfang 1811 veranlassten die britischen Angriffe entlang der italienischen Küste Dubourdieu zu einem weiteren Versuch, die Briten zu stellen und anschließend die Insel zu besetzen.

## Schlacht
Am 11. März segelte Kommodore Dubourdieu mit einem Geschwader und 400 bis 500 Soldaten unter Oberst A. Giflenga von Ancona aus, um die Insel Lissa einzunehmen und zu sichern. Am 12. März gegen 3 Uhr wurde Dubourdieus Geschwader von der HMS Active gesichtet. Die Briten wendeten nach Westen und näherten sich in Kiellinienformation der nördlichen Inselküste bis auf 800 m. Gegen 6 Uhr morgens hatten sich die Franzosen in zwei Divisionen aufgeteilt – mit der Favorite, der Flore, der Bellona und der Principessa Augusta in Luv und der Danaé, der Corona, der Carolina in Lee. Als Schützling Nelsons erinnerte sich Hoste an die motivierende Kraft von Nelsons Signal vor der Schlacht von Trafalgar, worauf er das Signal Remember Nelson hissen ließ, was von den Mannschaften unter großem Jubel quittiert wurde. Um 9 Uhr eröffneten die Briten das Feuer auf die aus nordöstlicher Richtung kommenden Franzosen. Dubourdieus Ziel war, die britische Linie an zwei Stellen zu durchbrechen. Als sich kurz darauf die Favorite der Amphion von achtern näherte, um diese zu entern, feuerten die Briten mit einer 140-mm-Haubitze auf die französischen Enterkommandos. Der Beschuss tötete auf der Stelle die meisten der französischen Enterer, darunter Dubourdieu. Weil die Briten auf die Felsen der Insel aufzulaufen drohten, gab Hoste um 9:40 Uhr das Signal zur gemeinsamen Halse. Durch dieses plötzliche Manöver war es der Favorite nicht mehr möglich, zu reagieren, sodass sie auf Grund lief und aus dem Gefecht ausschied. Gleichzeitig ermöglichte das Manöver der Briten der französischen Luvdivision, sich zwischen die Küste und die Briten zu bringen und sie von Lee aus anzugreifen, während die Leedivision der Franzosen wendete und die Briten von Luv aus angriff.
So gelang es der Flore von Lee und der Bellona von Luv, die Amphion mit Breitseiten zu bestreichen. Gleichzeitig griff die Danae die Volage an. Dank der 32-Pfünder-Karronaden an Bord der Amphion war die Danae aber gezwungen, auf Abstand zu gehen. Unterdessen wurde die Cerberus von der Corona und der Carolina attackiert. Mit dem Eingreifen der Active gegen 10:30 Uhr drehten die drei französischen Schiffe jedoch, verfolgt von der Active, nach Osten ab. Gegen 12:30 Uhr hatte die Active auf die Corona aufgeschlossen und nach einem zweistündigen Gefecht zur Kapitulation gezwungen. Zur gleichen Zeit befand sich die Amphion weiterhin im direkten Kampf mit der Flore und der Bellona. Durch eine geschickte Halse brachte sich die Amphion mit ihren Backbordkanonen steuerbord voraus der Flore und nach einer gelungenen Breitseite auf den Bug der Flore strich diese um 11:20 Uhr die Flagge.
In der Zwischenzeit hatte die Bellona das Heck der Flore passiert, um die Amphion von achtern anzugreifen. Die Amphion erwiderte jedoch das Manöver mit einer weiteren Halse ihrerseits und feuerte zwei Breitseiten auf die Bellona, worauf diese gegen 12:00 Uhr ebenfalls kapitulierte. Um die erbeuteten Schiffe zu sichern, beabsichtige Hoste, Prisenkommandos an Bord der Bellona und der Flore zu schicken. Aufgrund der Schäden an der Amphion war es aber nicht möglich, genug Boote zu Wasser zu lassen, woraufhin die Flore dies zur Flucht nutzte. Hoste gab daraufhin das Signal zur allgemeinen Verfolgung. Durch die schweren Schäden waren die Cerberus und die Volage nicht in der Lage, dem Befehl Folge zu leisten, sodass sich die Flore zusammen mit der Carolina und der Danae in den Schutz der Küstenbatterien von Lessina zurückziehen konnten.

## Nachwirkungen
Die Schäden und Verluste waren auf beiden Seiten schwer. Die Briten zählten 45 Tote und 145 Verwundete, darunter auch Commodore Hoste. Auf französischer Seite gab es etwa 700 Verwundete und Tote zu beklagen, darunter Commodore Dubourdieu. Die verbliebenen französischen und italienischen Schiffe lagen zunächst in Ragusa (Dubrovnik) vor Anker, wo sie repariert wurden und auf Nachschub warteten, um den Feldzug fortsetzen zu können. Ein separates britisches Geschwader entdeckte und versenkte jedoch das Versorgungsschiff bei Parenzo (Poreč), was den vollständigen Rückzug der Franzosen aus dem Gebiet zur Folge hatte. In Großbritannien wurde Hostes Einsatz weithin gelobt; die Oberleutnants des Geschwaders wurden alle zum Kommandeur befördert und die Kapitäne erhielten alle eine Gedenkmedaille. Die Corona wurde unter als HMS Daedalus und die Bellona als HMS Dover in die Royal Navy eingegliedert.

## Flotten

### Großbritannien
| William Hoste's Geschwader | William Hoste's Geschwader | William Hoste's Geschwader | William Hoste's Geschwader | William Hoste's Geschwader | William Hoste's Geschwader | William Hoste's Geschwader |
| Schiff                     | Kanonen                    | Kommandant                 | Verluste                   | Verluste                   | Verluste                   | Anmerkungen                |
| Schiff                     | Kanonen                    | Kommandant                 | getötet                    | verwundet                  | Insgesamt                  | Anmerkungen                |
| -------------------------- | -------------------------- | -------------------------- | -------------------------- | -------------------------- | -------------------------- | -------------------------- |
| HMS Amphibion              | 32                         | William Hoste†             | 15                         | 47                         | 62                         | Geschwaderflaggschiff      |
| HMS Active                 | 38                         | James Alexander Gordon     | 4                          | 24                         | 28                         |                            |
| HMS Cerberus               | 32                         | Henry Whitby               | 13                         | 41                         | 54                         |                            |
| HMS Volage                 | 22                         | Phipps Hornby              | 13                         | 33                         | 46                         |                            |

### Verbündete
| Bernard Dubourdieu's Geschwader | Bernard Dubourdieu's Geschwader | Bernard Dubourdieu's Geschwader                | Bernard Dubourdieu's Geschwader | Bernard Dubourdieu's Geschwader | Bernard Dubourdieu's Geschwader | Bernard Dubourdieu's Geschwader                         |
| Schiff                          | Kanonen                         | Kommandant                                     | Verluste                        | Verluste                        | Verluste                        | Anmerkungen                                             |
| Schiff                          | Kanonen                         | Kommandant                                     | getötet                         | verwundet                       | Insgesamt                       | Anmerkungen                                             |
| Windward-Division               | Windward-Division               | Windward-Division                              | Windward-Division               | Windward-Division               | Windward-Division               | Windward-Division                                       |
| ------------------------------- | ------------------------------- | ---------------------------------------------- | ------------------------------- | ------------------------------- | ------------------------------- | ------------------------------------------------------- |
| Favorite                        | 40                              | Antonie-Francois-Zavier La Marre-la-Meillerie† |                                 |                                 | ca. 150                         | Geschwaderflaggschiff von Bernard Dubourdieu†, zerstört |
| Flore                           | 40                              | Jean-Alexandre Péridier                        |                                 |                                 |                                 |                                                         |
| Bellona                         | 32                              | Giuseppe Duodo†                                |                                 |                                 | ca. 70                          | italienische Fregatte, gekapert                         |
| Leeward-Division                |                                 |                                                |                                 |                                 |                                 |                                                         |
| Danaé                           | 44                              | Villon                                         |                                 |                                 |                                 |                                                         |
| Corona                          | 40                              | Nicolò Pasqualigo                              |                                 |                                 |                                 | italienische Fregatte, gekapert                         |
| Carolina                        | 32                              | Giovanni Palicuccia                            |                                 |                                 |                                 | italienische Fregatte                                   |
| Nicht beteiligt                 |                                 |                                                |                                 |                                 |                                 |                                                         |
| Mercure                         | 16                              |                                                |                                 |                                 |                                 | italienische Brigg                                      |
| Principessa Augusta             | 18                              |                                                |                                 |                                 |                                 | italienischer Schoner                                   |
| Principessa di Bologna          | 10                              |                                                |                                 |                                 |                                 | italienischer Schoner                                   |
| Eugenio                         | 6                               |                                                |                                 |                                 |                                 | italienische Schebeke                                   |
| Lodola                          | 2                               |                                                |                                 |                                 |                                 | italienisches Kanonenboot                               |
| Unbekannt                       | 2                               |                                                |                                 |                                 |                                 | italienisches Kanonenboot                               |